# Tossene distrikt
Tossene distrikt är ett distrikt i Sotenäs kommun och Västra Götalands län. 
Distriktet ligger nordost om Smögen.

## Tidigare administrativ tillhörighet
Distriktet inrättades 2016 och utgörs av en del av Tossene socken i Sotenäs kommun.
Området motsvarar den omfattning Tossene församling hade vid årsskiftet 1999/2000 och fick 1995 efter återutbrytning av Hunnebostrands församling.